# Championnats d'Europe de beach-volley 1995
Navigation
Édition précédente Édition suivante
Les championnats d'Europe de beach-volley 1995, troisième édition des championnats d'Europe de beach-volley, ont lieu en août 1995 à Saint-Quay-Portrieux, en France. Il est remporté par les Néerlandais Marko Klok et Michiel van der Kuip chez les hommes et les Allemandes Cordula Borger et Beate Paetow chez les femmes.